# 计算机自动设计

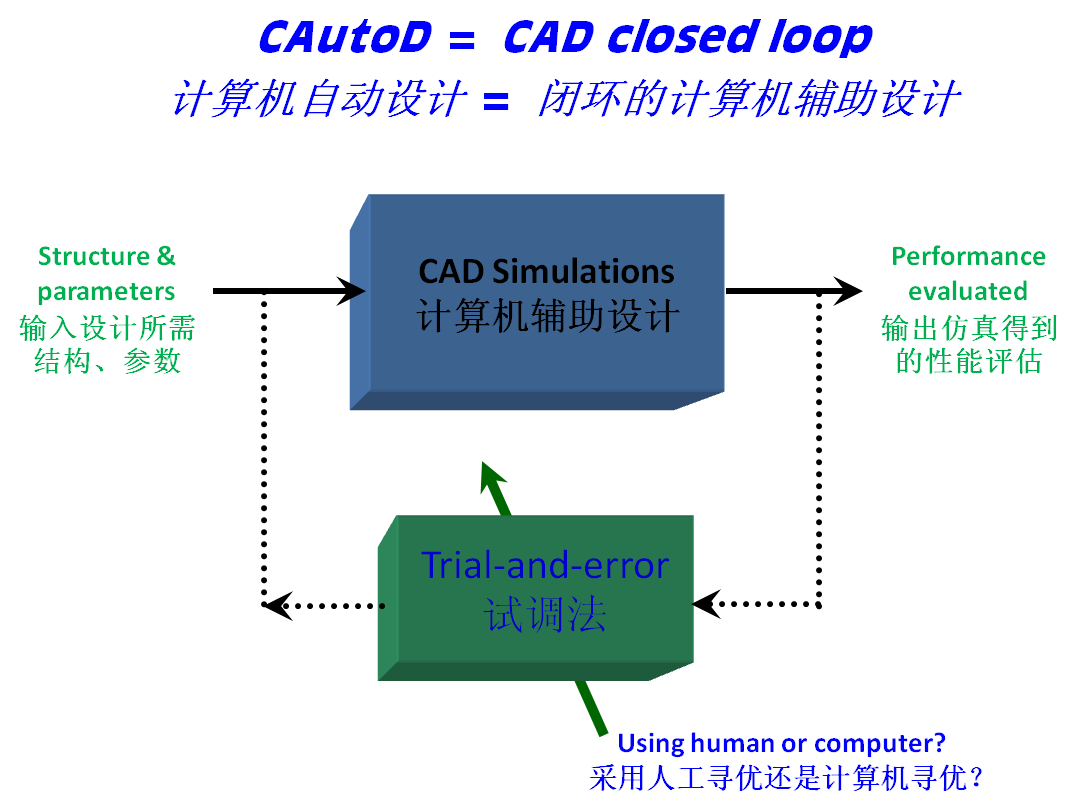
「電腦自動設計」的運作過程

计算机自动设计（英文：Computer-Automated Design, CAutoD）是指将计算机辅助设计或仿真得到的性能评估结果（即设计系统的“输出”）加以分析，然后再用计算机来自动地、最优地调整设计中所涉及的结构和参量（即设计系统的“输入”）。
与“计算机辅助设计（CAD）”不同，计算机自动设计使机助系统“闭环”，从而自动搜寻最佳设计，能比通过手工调节的CAD更好、更快，将CAD如虎添翼带入21世纪。
试验设计（英文：Design of Experiments）的寻优方式通常受到维数限制，试制样机或手工操作次数也有限，而计算机自动设计属“软实验设计”，是智能搜索，对复杂的设计问题尤其能大显身手。如能联接计算机仿真，则无需预先试制样机或手工操作，远比现有的实验设计方法调节得更好、更快、更省成本。

## 参看
- 计算机辅助设计 (CAD)
- 计算机辅助工程（CAE）
- 虛擬工程